# Observatório do Sobreiro e da Cortiça
O Observatório do Sobreiro e da Cortiça está localizado na Zona Industrial do Monte da Barca, em Coruche, Portugal.

## Enquadramento

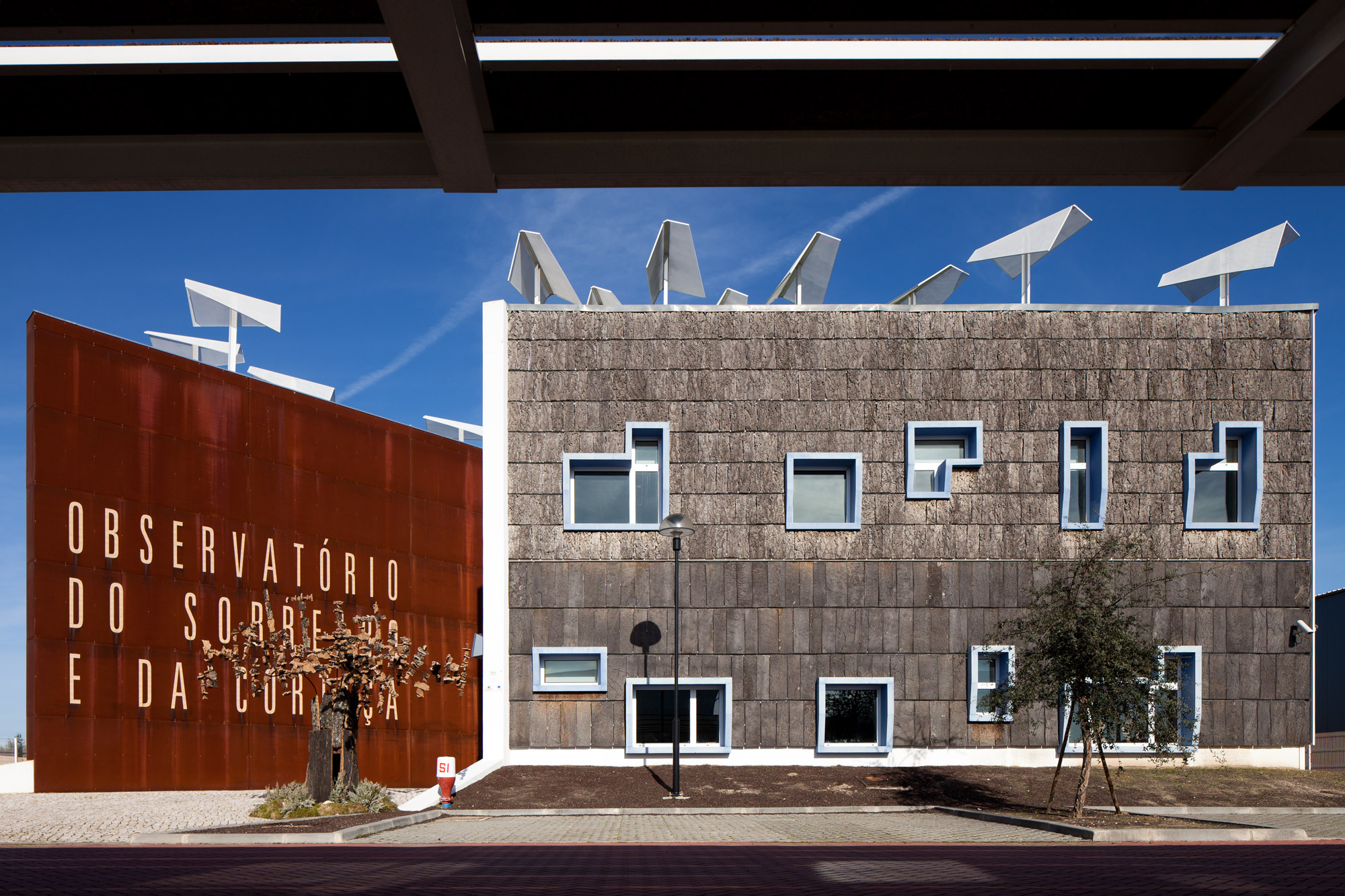
Vista geral do edifício

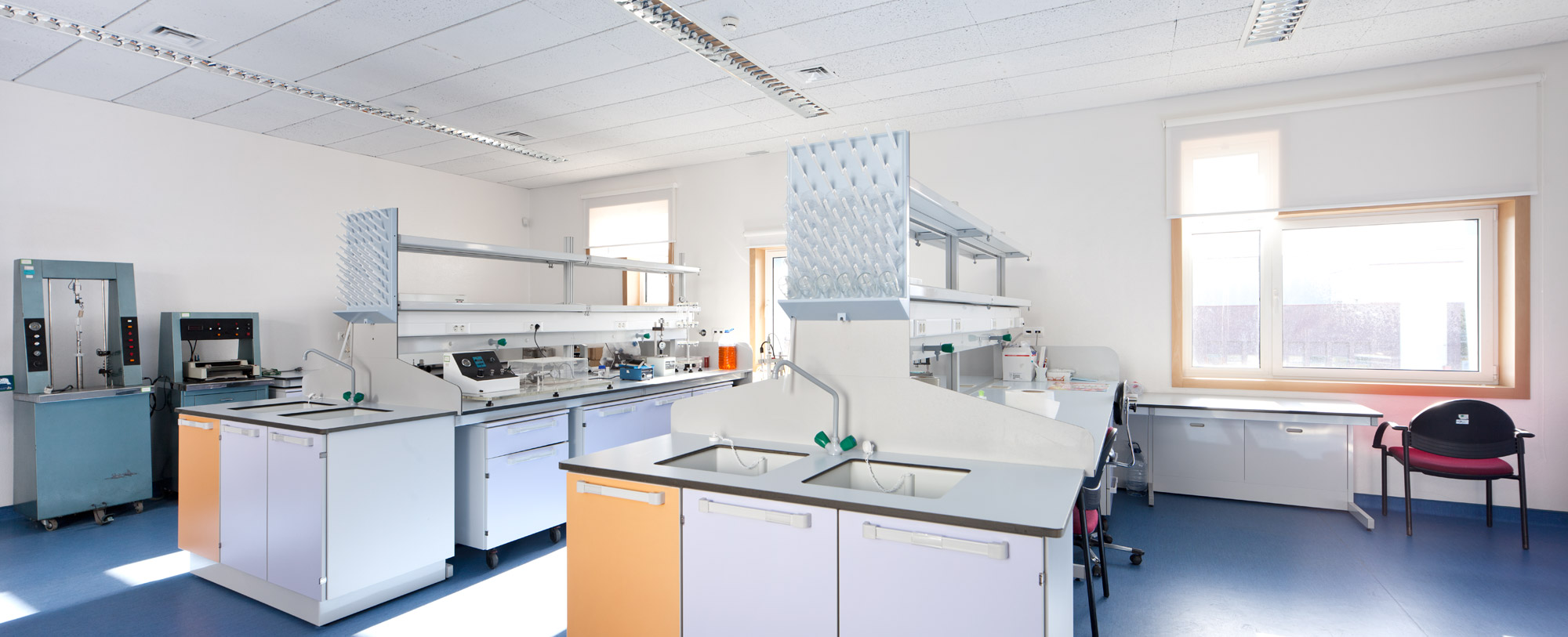
Laboratório destinado à investigação na área

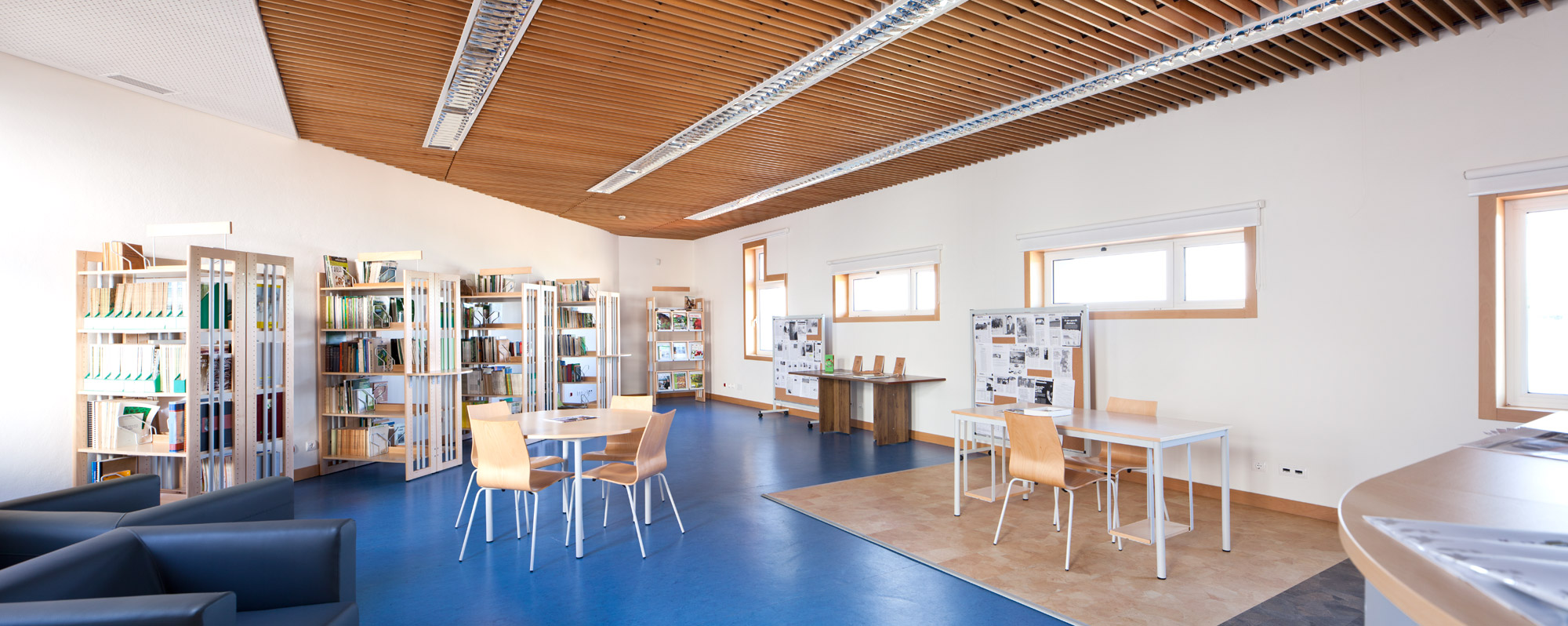
Centro de documentação

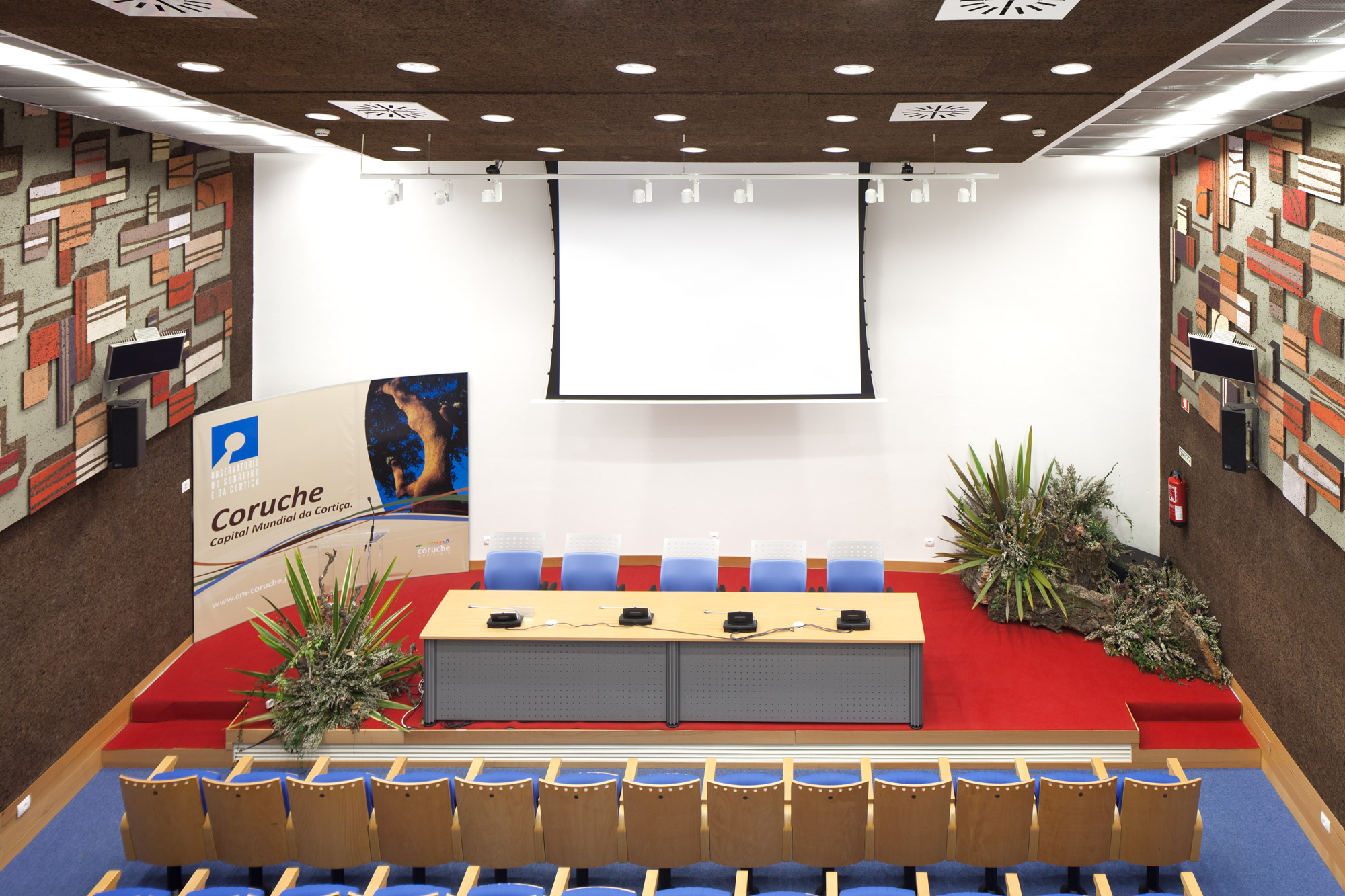
Auditório revestido a aglomerado negro

O concelho de Coruche, pela realidade das características de solos e de clima, pela importância e dimensão dos seus montados de sobro e pelo peso e presença dos agentes da transformação da cortiça, representa, no país, um concelho emblemático do sobreiro e da cortiça. Com responsabilidades acrescidas na partilha das preocupações sentidas pelos outros atores nacionais, a Câmara Municipal de Coruche procedeu à criação do “Observatório do Sobreiro e da Cortiça”, oficialmente inaugurado no ano de 2009.
Tendo sido financiado através de fundos comunitários, este caracteriza-se por ser um edifício provocador, revestido a cortiça. Foi desenhado pelo Arquiteto Manuel Couceiro, com o intuito de criar uma orgânica que remeta para a metáfora do sobreiro enquanto elemento vivo.

## Objetivos
O Observatório do Sobreiro e da Cortiça tem como objetivo ser uma estrutura de valorização do montado de sobro como nicho ecológico de grande valor, funcionando para tal em parceria com as associações de produtores, universidades, investigadores e associações empresariais. Deste modo, pretende criar dinâmica entre o sector público e as empresas do sector, criando parcerias nas áreas da investigação fitossanitária e genética do sobreiro, e de todos os produtos a este associados, e do desenvolvimento de sistemas de inovação de produção. 
Apresenta, assim, um papel pró-ativo na defesa e incentivo da cultura do sobreiro, na defesa, apoio e promoção de projetos de investigação e na proteção das manchas florestais de montado. O Observatório está ao serviço da sociedade e da comunidade científica, não tem fins lucrativos e desenvolve estudos sobre o montado de sobro, o sobreiro, a cortiça e seus subprodutos e, simultaneamente promove a difusão do conhecimento deste setor, tanto através da disponibilização de conteúdos bibliográficos como através da organização de eventos temáticos para formação, transmissão de conhecimentos e realização de exposições.

## Componentes do edifício
Entre as diversas valências que compõem o edifício, destacam-se os laboratórios e oficinas destinados ao estudo das temáticas do binómio sobreiro/cortiça e o espaço de exposição temporária de peças inovadoras em cortiça ou ligadas ao setor corticeiro. 
Destaque também para o centro de documentação que visa ser um espaço dedicado à compilação de elementos bibliográficos relacionados com a fileira da cortiça e para a sala destinada a formação profissional nesta temática.
Por fim, o auditório de 150 lugares com paredes revestidas de aglomerado negro e frescos em tons a fazer lembrar o montado. 
O auditório é um espaço convidativo para a realização de conferências, seminários, encontros temáticos, entre outros.